# 베키 체임버스
베키 체임버스(영어: Becky Chambers, 1985년 5월 3일 ~ )는 미국의 SF 소설가이다. 웨이페어러(Wayfarers) 시리즈로 휴고상을 수상했다.